# Bobby Álvarez
Pour les articles homonymes, voir Álvarez.
Bobby Álvarez, né le 20 août 1955, est un ancien joueur portoricain de basket-ball. Il évolue durant sa carrière au poste d'ailier.